# Spinotrachelas
Spinotrachelas là một chi nhện trong họ Trachelidae.

## Các loài
- Spinotrachelas capensis Haddad, 2006
- Spinotrachelas confinis Lyle, 2011
- Spinotrachelas montanus Haddad, Neethling & Lyle, 2011
- Spinotrachelas namaquensis Lyle, 2011
- Spinotrachelas similis Lyle, 2011